# Principio de placer y principio de realidad
El principio de placer y el principio de realidad son dos principios coexistentes e interdependientes que, según el neurólogo Sigmund Freud y dentro del contexto de su teoría psicoanalítica, rigen el funcionamiento psíquico.
Mientras que en el principio de placer el conjunto de la actividad psíquica tiene por finalidad evitar el displacer y procurar el placer disminuyendo las cantidades de excitación vinculadas a aquel, en el principio de realidad la búsqueda de la satisfacción ya no se efectúa por los caminos más cortos, sino mediante rodeos, y aplaza su resultado en función de las condiciones impuestas por el mundo exterior.
En el principio de placer la energía psíquica es libre, inconsciente y está al servicio del ello, mientras que en el principio de realidad la energía está ligada y caracteriza a la consciencia del yo.

## Principio de placer
El psicoanálisis, así como la psicología analítica, se centran en la observación, análisis, revelación y explicación de los procesos inconscientes. Tales procesos se constituyen sobre la base de los mecanismos psíquicos más primarios. Se pueden reconocer justamente porque responden y obedecen a la tendencia denominada como principio de placer (inicialmente Freud hablaba de principio de displacer, ya que en un comienzo consideró como motor primario la evitación de todo lo que pudiera resultar displacentero).
Estos procesos persiguen la consecución de placer y su actividad psíquica se retrae de aquellos actos que puedan engendrar displacer (represión).
Dentro del principio de placer se debe incluir los sueños nocturnos y la tendencia humana de apartarse de las impresiones penosas. Si bien el principio del placer es una categoría esencialmente económica (referida al ahorro y equilibrio de energía psíquica), desde el punto de vista tópico (es decir respecto de dónde ocurren los fenómenos) el principio de placer responde esencialmente a las demandas del ello.

## Principio de realidad
Es el principio que contrapesa al principio de placer. Así como éste tiende a la satisfacción inmediata, el de realidad se apoya en la realidad externa y en la experiencia personal, buscando el equilibrio o la distensión por caminos distintos a la satisfacción inmediata. Así la sed puede exigir la satisfacción inmediata por medio de un vaso de cerveza fría, por ejemplo (principio de placer), pero la experiencia del individuo u otras normas por él aceptadas pueden exigir otro modo de hallar el equilibrio eliminando o al menos disminuyendo sustancialmente la tensión surgida. Así, en el ejemplo anterior, podrá contentarse con una bebida no alcohólica a temperatura ambiente, con una fruta, etc.

## Más allá del principio de placer
Si bien Sigmund Freud postuló, en su momento, el imperio del principio de placer sobre los procesos psíquicos, el contraste que oponía su propia experiencia al mismo lo llevó a indicar un más allá de él, al que se refiere en su conocido artículo Más allá del principio de placer. No obstante, ya en publicaciones anteriores había puesto reparos a la postulación de la universalidad de este principio, por ejemplo en sus Tres ensayos de teoría sexual, donde se refiere al placer preliminar como uno cuyo mecanismo coincidiera con un aumento de tensión (en lugar de su disminución).
En Más allá del principio de placer menciona una serie de experiencias que se oponen al principio en cuestión. Entre ellas se incluye una observación realizada a un sujeto de edad infantil en el momento en que desarrollaba un juego con un carretel que era arrojado reiteradamente (movimiento acompañado con la pronunciación de "o-o-o"). Como se trataba de la escenificación de la partida de su propia madre (hecho que en sí le resultaba desagradable y no placentero) llamó la atención de Freud, quien supuso que allí tenía lugar una "ganancia de placer de otra índole" (distinta a la deducible a partir del principio de placer).
Otro hecho de la experiencia psicoanalítica (de la que puede suponerse que Freud extrae la conjetura de este 'más allá') que contradice el principio del placer es la llamada compulsión de repetición. Dice al respecto que esta compulsión devuelve, en la transferencia del análisis:

...vivencias pasadas que no contienen posibilidad alguna de placer, que tampoco en aquel momento pudieron ser satisfacciones, ni siquiera las mociones pulsionales reprimidas desde entonces.
Sigmund Freud

Asimismo, hace extensiva esta compulsión -que encuentra en las personas en psicoanálisis- a la vida de algunas personas no neuróticas:

Se conocen individuos en quienes toda relación humana lleva a idéntico desenlace: benefactores cuyos protegidos (...) se muestran ingratos pasado cierto tiempo, y entonces parecen destinados a apurar entera la amargura de la ingratitud; hombres en quienes toda amistad termina con la traición del amigo; otros que en su vida repiten incontables veces el acto de elevar a una persona a la condición de eminente autoridad para sí mismos o aun para el público, y tras el lapso señalado la destronan para sustituirla por una nueva; amantes cuya relación tierna con la mujer recorre siempre las mismas fases y desemboca en idéntico final, etc.
Sigmund Freud